# 눈먼 암살자
《눈먼 암살자》(영어: The Blind Assassin)는 마거릿 애트우드의 2000년 장편 역사 소설이다. 현재 시점에서 20세기 전체를 역으로 훑는 액자식 구성의 소설로, 80대 화자의 회고록과 그녀의 여동생이 쓴 작중 소설 《눈먼 암살자》, 그리고 또 그 안의 소설 속 이야기 세 겹의 층위로 구성되어 있다. 맨부커상과 해밋상을 수상했고 타임지 선정 현대 100대 영문 소설에도 이름을 올렸다. 대한민국에는 민음사에서 차은정 번역으로 출간되었다.

## 같이 보기
- 타이컨더로가 요새